# Таиттемсос
Таиттемсос (устар. Тоип-Тем-Сос) — река в Советском районе Ханты-Мансийского автономного округа. Устье реки находится на 70-м км правого берега реки Лыраки. Длина реки составляет 17 км.

## Данные водного реестра
По данным государственного водного реестра России относится к Нижнеобскому бассейновому округу, водохозяйственный участок реки — Северная Сосьва, речной подбассейн реки — Северная Сосьва. Речной бассейн реки — (Нижняя) Обь от впадения Иртыша.